# Дунай (Вологодская область)
Дунай — деревня в Нюксенском районе Вологодской области.
Входит в состав Нюксенского сельского поселения, с точки зрения административно-территориального деления — в Березовский сельсовет.
Расстояние до районного центра Нюксеницы по автодороге — 23 км. Ближайшие населённые пункты — Олешковка, Березово, Устье-Городищенское.
По переписи 2002 года население — 61 человек (27 мужчин, 34 женщины). Всё население — русские.